# Xã Eidsvold, Quận Bottineau, Bắc Dakota
Xã Eidsvold (tiếng Anh: Eidsvold Township) là một xã thuộc quận Bottineau, tiểu bang Bắc Dakota, Hoa Kỳ. Năm 2010, dân số của xã này là 35 người.